# BJ the Chicago Kid
BJ the Chicago Kid, pseudonimo di Bryan James Sledge (Chicago, 23 novembre 1984), è un cantante statunitense.
Collabora frequentemente con artisti legati alla Top Dawg Entertainment, tra i quali Schoolboy Q, Ab-Soul, Kendrick Lamar e Jay Rock. Nel corso della sua carriera ha collaborato anche con Freddie Gibbs, Warren G, Nekfeu, Big K.R.I.T., Kanye West, Anderson .Paak, Salaam Remi, Common, Rapsody, Jill Scott, Solange Knowles, Chance the Rapper, Lecrae e altri.

## Discografia

### Album in studio
- 2012 - Pineapple Now-Laters
- 2016 - In My Mind
- 2019 - 1123
- 2023 - Gravy

### EP
- 2013 - A Soulful Christmas
- 2018 - The Opening Ceremony

### Mixtape
- 2009 - A Taste of Chicago
- 2009 - The New Beginning
- 2011 - The Life of Love's Cupid
- 2014 - The M.A.F.E. Project